# Heterakis brevispiculum
Heterakis brevispiculum ist ein die Blinddärme besiedelnder Parasit bei Vögeln aus der Unterordnung der Spulwürmer. Er befällt vor allem Gänse, Enten, Perlhühner und Hühner und ist einer der Auslöser der Heterakiose.

## Merkmale
Die Spicula sind etwa 0,5 mm lang, linkes und rechtes Spiculum haben etwa die gleiche Länge. Ihre Spitze trägt einen Widerhaken.

## Lebenszyklus
Heterakis dispar hat einen direkten Lebenszyklus ohne Zwischenwirt, es können aber Regenwürmer als paratenischer Wirt fungieren. Die Eier gelangen mit dem Kot in die Außenwelt. Unter optimalen Temperaturen entwickelt sich innerhalb von zwei Wochen im Ei die Larve 3. Die Eier können in der Außenwelt mehrere Monate ansteckend bleiben. Die Ansteckung erfolgt entweder durch Aufnahme der Eier als Schmierinfektion oder durch die zuvor in die Gewebe der Regenwürmer ausgewanderten Larven mit dem Regenwurm. Im Darm des Endwirts entwickelt sich die Larve zum Adulten. Die Präpatenz beträgt etwa vier Wochen, die Adulten haben eine Lebensdauer von etwa einem Jahr.